# Emil Paul Tscherrig
Emil Paul Tscherrig (ur. 3 lutego 1947 w Unterems) – szwajcarski duchowny katolicki, arcybiskup, nuncjusz apostolski we Włoszech i San Marino w latach 2017–2024, kardynał diakon od 2023.

## Życiorys
11 kwietnia 1971 otrzymał święcenia kapłańskie i został inkardynowany do diecezji Sion. W 1974 rozpoczął przygotowanie do służby dyplomatycznej na Papieskiej Akademii Kościelnej.
4 maja 1996 został mianowany przez Jana Pawła II nuncjuszem apostolskim w Burundi oraz arcybiskupem tytularnym Voli.
Sakry biskupiej 27 czerwca 1996 r. udzielił mu ówczesny Sekretarz Stanu Angelo Sodano.
Następnie w 2000 został przedstawicielem Watykanu w Trynidadzie i Tobago. Równocześnie został nuncjuszem akredytowanym w innych krajach regionu Małych Antyli: na Bahamach, Dominice, Saint Kitts i Nevis, Saint Lucia, Saint Vincent i Grenadynach, Antigua i Barbudzie, Barbadosie, Jamajce, Grenadzie i w Surinamie i Gujanie.
22 maja 2004 został przeniesiony do nuncjatury w Korei, z akredytacją również w Mongolii.
Od 22 stycznia 2008 pełnił funkcję nuncjusza w Szwecji, Danii, Norwegii, Finlandii i Islandii.
5 stycznia 2012 został mianowany nuncjuszem apostolskim w Argentynie.
12 września 2017 został mianowany nuncjuszem apostolskim we Włoszech i San Marino, urząd ten sprawował do 11 marca 2024.
9 lipca 2023 podczas modlitwy Anioł Pański papież Franciszek ogłosił jego nominację kardynalską. Na konsystorzu 30 września 2023 został kreowany kardynałem diakonem i uzyskał diakonię San Giuseppe in Via Trionfale. 18 maja 2024 został nominowany przez papieża Franciszka członkiem Dykasterii ds. Ewangelizacji w Sekcji ds. Pierwszej Ewangelizacji i Nowych Kościołów partykularnych oraz Dykasterii ds. Biskupów. Brał udział w konklawe 2025, które wybrało papieża Leona XIV. 